# Ramahlwe Mphahlele
Ramahlwe Mphahlele est un footballeur international sud-africain né le 1er février 1990 dans la province du Limpopo. Il évolue au poste de défenseur.

## Biographie

### Carrière en club

#### Moroka Swallows
Il commence sa carrière professionnelle à Moroka Swallows en 2007 après avoir fait quelques apparitions sur le banc lors de la saison 2006-2007. Il fait ses débuts le 15 août 2008 lors d'une victoire 1-0 contre Orlando Pirates. Il prend part à 11 rencontres lors de sa première saison. Il acquiert ensuite de plus en plus de temps de jeu si bien qu'il prend part à toutes les rencontres, toute compétitions confondues, en 2010-2011. Il remporte également la Coupe d'Afrique du Sud en 2008-2009.

#### Mamelodi Sundowns
Le 1er août 2011, il rejoint Mamelodi Sundowns. Il joue son premier match le 17 août 2011 face à Jomo Cosmos (victoire 2-0). Il prend part à seulement 8 rencontres lors de cette saison.

##### Prêt à University of Pretoria
Le 8 août 2012, il est prêté à University of Pretoria, promu en Absa Premiership. Il joue son premier match quatre jours plus tard contre Maritzburg United (1-1). Sur la première partie de saison, il prend part à toutes les rencontres exceptée celle contre l'équipe à laquelle il appartient. Son prêt prend fin au mercato hivernal.

##### Retour au club
Il revient le 15 janvier 2013, Mamelodi Sundowns préférant le rapatrier et envoyer Siyabonga Ngubane en prêt à sa place. Sur la deuxième partie de saison, il participe à 11 rencontres sur 14 possibles.
La première partie de la saison 2013-2014 est très compliquée pour lui puisqu'il ne joue que 45 minutes jusqu'en mars. Il joue ensuite l'intégralité des rencontres jusqu'à la fin de saison, participant activement au sacre de son équipe. Lors de la saison suivante, il marque son premier but en professionnel, le 9 mai 2015, offrant la victoire 1-0 à son équipe contre University of Pretoria. Lors de cette même saison, il remporte la Coupe d'Afrique du Sud et prend également part à son premier match en Ligue des champions de la CAF contre le TP Mazembe (victoire 1-0).
Lors de la saison 2015-2016, il hérite du brassard de capitaine et conduit son équipe au titre de champion. Il remporte également le MTN 8 avec une victoire 3-1 en finale face à Kaizer Chiefs.

#### Kaizer Chiefs
En juin 2016, il s'engage avec Kaizer Chiefs. Il fait ses débuts sous ses nouvelles couleurs le 23 août 2016, contre Bidvest Wits (défaite 2-1). Le 19 novembre 2016, il marque son premier but lors d'une défaite 2-1 contre Mamelodi Sundowns.
Lors de sa seconde saison, une blessure au genou le tient éloigné des terrains pendant 3 mois. Durant la saison 2018-2019, il atteint la finale de la Coupe d'Afrique du Sud et s'incline 1-0 face à TS Galaxy. En 2019-2020, il est très peu utilisé, ne comptant que deux apparitions.

### Carrière en sélection
Avec les moins de 20 ans, il participe à la Coupe du monde des moins de 20 ans 2009 organisée en Égypte. Lors du mondial junior, il joue trois matchs. L'Afrique du Sud s'incline en huitièmes de finale face au Ghana, après prolongation.
Il honore sa première sélection en équipe d'Afrique du Sud le 4 juin 2016, lors des qualifications à la Coupe d'Afrique des nations de 2017 contre la Gambie (victoire 4-0).
Le 15 novembre 2016, il délivre sa première passe décisive, en amical contre le Mozambique (1-1). Par la suite, le 10 juin 2017, il délivre une deuxième passe décisive, contre le Nigeria. Ce match gagné 0-2 rentre dans le cadre des éliminatoires de la Coupe d'Afrique des nations 2019.
Il participe ensuite à la phase finale de la Coupe d'Afrique des nations 2019 organisée en Égypte. Il entre en jeu face à la Namibie (victoire 1-0). L'Afrique du Sud atteint les quarts de finale de la compétition, en étant éliminée par le Nigeria.

## Palmarès
| Moroka Swallows - Coupe d'Afrique du Sud - Vainqueur : 2008-2009 |  | Mamelodi Sundowns \| - Championnat d'Afrique du Sud (2) : - Champion : 2013-14 et 2015-16. - Vice-champion : 2014-15. - Coupe d'Afrique du Sud (1) : - Vainqueur : 2014-15. - Finaliste : 2011-12. \| \| - Telkom Knockout : - Vainqueur : 2015. \| |  | Kaizer Chiefs - Coupe d'Afrique du Sud : - Finaliste : 2018-19. |
| - Championnat d'Afrique du Sud (2) : - Champion : 2013-14 et 2015-16. - Vice-champion : 2014-15. - Coupe d'Afrique du Sud (1) : - Vainqueur : 2014-15. - Finaliste : 2011-12. |  | - Telkom Knockout : - Vainqueur : 2015. |  |                                                                 |